# Frank Kugler
Frank Kugler (ur. 29 marca 1879 w Altenmarkt jako Franz Xaver Kugler lub Kungler, zm. 7 lipca 1952 w Saint Louis) – amerykański sportowiec pochodzenia niemieckiego, startujący w przeciąganiu liny, podnoszeniu ciężarów i zapasach, czterokrotny medalista olimpijski.

## Kariera
W 1904 r. podczas letnich igrzysk olimpijskich w Saint Louis wraz z kolegami z klubu St. Louis Southwest Turnverein zdobył brązowy medal w przeciąganiu liny. Następnie wywalczył kolejne dwa brązowe medale w podnoszeniu ciężarów: w wieloboju uplasował się za Oscarem Osthoffem i Frederickiem Wintersem, a w podnoszeniu oburącz uległ tylko Periklisowi Kakusisowi z Grecji i Oscarowi Osthoffowi. Na tych samych igrzyskach wystartował także w zapasach, zdobywając srebrny medal w wadze ciężkiej w stylu wolnym. W finale tej konkurencji przegrał z Bernhoffem Hansenem.
Kugler pozostaje jedynym sportowcem, który zdobył medale olimpijskie w trzech różnych konkurencjach na tych samych igrzyskach.

## Narodowość
Kugler jest klasyfikowany jako reprezentant USA przez Międzynarodowy Komitet Olimpijski, mimo że amerykańskie obywatelstwo uzyskał dopiero w 1913 roku, a w trakcie igrzysk nie władał językiem angielskim. Wynika to z faktu, iż do startu olimpijskiego został zgłoszony przez swój amerykański klub, St. Louis Southwest Turnverein. Medale były więc przypisywane według państwa, w którym działał klub, a niekoniecznie według pochodzenia czy obywatelstwa danego sportowca.